# Кызылколь (озеро, Туркестанская область)
Кызылколь — озеро в Казахстане, расположено на засушливой территории к юго-западу от села Кумкент, Туркестанская область, Сузакский район. Объём воды в 1980—1990-е годы сократился до 9 млн м³. Высота над уровнем моря — 331,7 метра. Площадь поверхности — около 15 км².
Озеро находится в котловине округлой формы. Вокруг озера имеются две террасы: нижняя, занятая такырами, солончаками и зарослями солеросов и тамариска, и верхняя, поросшая верблюжьей колючкой, полынью, чингилем и чием.
С северо-запада к озеру примыкают лёссовые обрывы и глинистые холмы.
Основной приток — река Ушбас. С запада впадает родник Акбулак.
Орнитофауна представлена огарями, широконоской, чирком-трескунком, чирком-свистунком, серой уткой, кряквой, пеганкой, куликами, серым гусем, малым зуйком, бледной береговушкой и другими видами общим числом 33. Ихтиофауна — сазаном и маринкой.